# 11761 Девідґілл
11761 Девідґілл (11761 Davidgill) — астероїд головного поясу, відкритий 24 вересня 1960 року.
Тіссеранів параметр щодо Юпітера — 3,211.